# Saiki

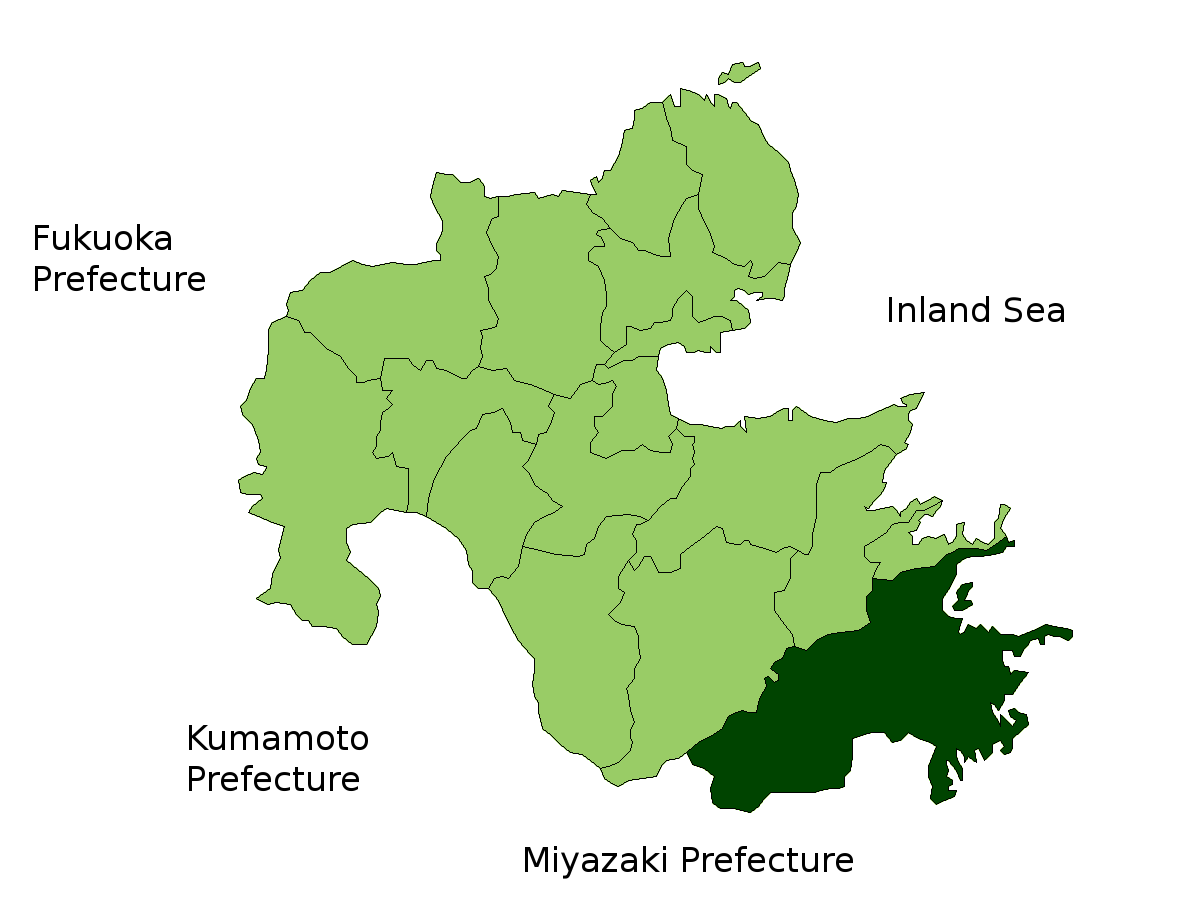

Saiki (佐伯市 Saiki-shi?) este un municipiu din Japonia, prefectura Ōita.